# 天阴增三
天阴增三（即13 Tau）是中国古代星官系统中天阴星官（昴宿）的一颗增星，按照现代西方星座的划分，位处于金牛座。表面温度11000-25000K，色指数-0.016，绝对星等约为0.187。